# Cechšský tunel
Cechšský tunel je opuštěný železniční tunel na katastrálním území  obce Loket na úseku trati 144 Krásný Jez–Loket mezi stanicí Údolí a Loket předměstí v km 13,297–13,360.

## Historie
Železniční trať byla postavena společností Císařsko-královské státní dráhy jako pokračování dráhy z Lokte do Krásného Jezu. Stavba byla zahájena 12. října 1899 a dána do provozu 7. prosince 1901. Na tomto úseku byly postaveny čtyři tunely, čtyři kamenné viadukty a ocelový most přes řeku Ohři. Kolem roku 1950 byla trať rekonstruována v souvislosti s přepravou uranové rudy, která se zde těžila. V roce 1997 byl na trati provoz zastaven.
Tunel nese nesprávně utvořený název (správný název by zněl Cešský tunel) podle původního názvu vsi Údolí, německy Zech (v českém přepisu Cech). Tunel je tak jednou z posledních památek na původní název obce.

## Popis
Jednokolejný tunel se nachází na vyřazené trati Loket předměstí – Horní Slavkov – Kounice v blízkosti mostu přes silnici II/209 a potoka Stoka u Údolí v Chráněné krajinné oblasti Slavkovský les. Tunel vyražený v severovýchodním úbočí kopce Lněný vrch (605 m n. m.) v nadmořské výšce 425 m je dlouhý 63,1 m.